# Driving Speed Pro
Driving Speed Pro es un videojuego de carreras gratuito desarrollado y publicado por WheelSpin Studios para Windows, Android y iOS. Fue lanzado en 2008 para Windows y en 2011 para Android y iOS.

## Jugabilidad
Driving Speed Pro es un juego de carreras donde se corre en coches V8 de alta potencia desde la época clásica hasta la actualidad. La física, los gráficos, el sonido, el manejo del automóvil y el rendimiento realistas distinguen a este juego.
Se compite en el modo carrera donde se comienza con una pequeña cantidad de créditos virtuales y se compra un automóvil para participar en eventos de series organizados. Se ganan créditos virtuales de carreras que pueden usarse para comprar más autos, pagar reparaciones y mejoras de rendimiento. Se abre camino para competir en eventos de series de élite.
Se puede modificar el auto comprando mejoras de rendimiento y ver cómo cada tipo de actualización mejora la potencia y el torque del motor en un diagrama de banco de pruebas. Se pueden comprar transmisiones mejoradas para cambios de marcha más rápidos, mejores neumáticos para aumentar el agarre y el manejo en carretera, reducción de peso para un mejor manejo y configuraciones de suspensión que bajan el automóvil y mejoran el manejo desde un centro de gravedad más bajo.